# Elisa Ríos

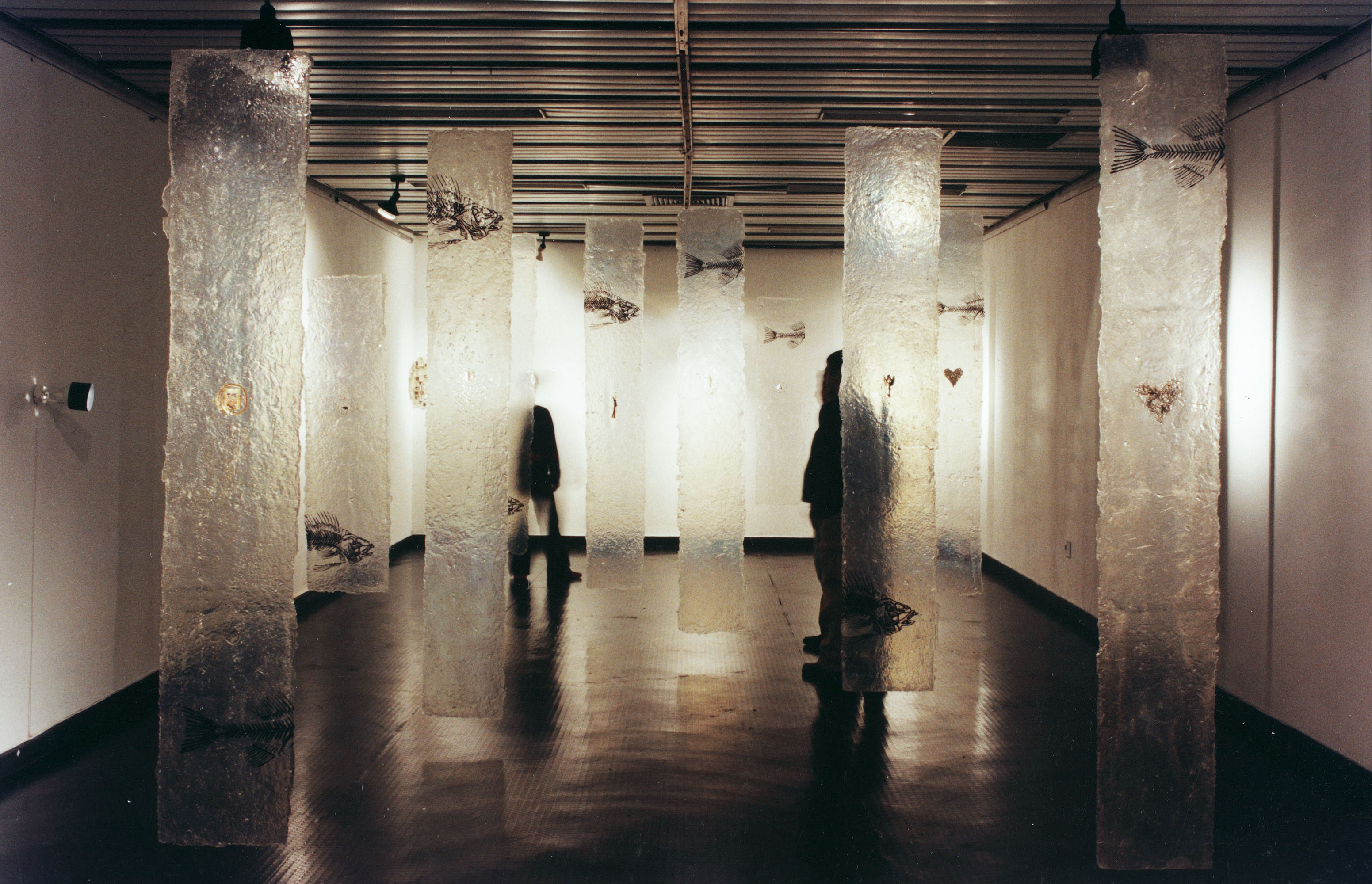
Mardefondo, exposición individual en el Centro de Exposiciones Subte de Montevideo, 2002.

Elisa Ríos (Treinta y Tres, 4 de septiembre de 1973) es artista visual, docente e investigadora uruguaya. En su obra artística trabaja con pintura, grabado, serigrafía, ensamblaje e instalaciones. Expone de forma individual y colectiva desde 1996. Actualmente, da clases de secundaria y en el Instituto de Profesores Artigas, en Montevideo, y trabaja en su obra en su taller.

## Biografía
Nació en el departamento de Treinta y Tres y a sus tres años se mudó, junto con su familia, a la ciudad de Montevideo. Se formó como docente de Arte y Comunicación Visual en el Instituto de Profesores Artigas y realizó el Máster en Educación, Sociedad y Política en FLACSO Uruguay. En arte, se formó en pintura, grabado, dibujo, diseño gráfico, serigrafía y fotografía en diversos talleres. Estudia grabado en el taller de Claudia Anselmi. También estudio previamente en el Club de Grabado de Montevideo. Participó de los talleres Fotograbado con fotopolímero I y II y  Hayter con Rimer Cardillo.
Además, trabajó en el área educativa del Museo Nacional de Artes Visuales entre 1996 y 1999; y en el Espacio de Arte Contemporáneo en 2011.
En 2011 fundó, junto con nueve artistas, el colectivo multidisciplinario “Negros”, que realizaba intervenciones urbanas, entre ellas se destacan: El negro va con todo, 2011; Lo peor de nosotros mismos, 2012; Negroetología, 2016; y Pequeño ejercicio de nada, en el Bar Micons (Caso 003).

## Exposiciones

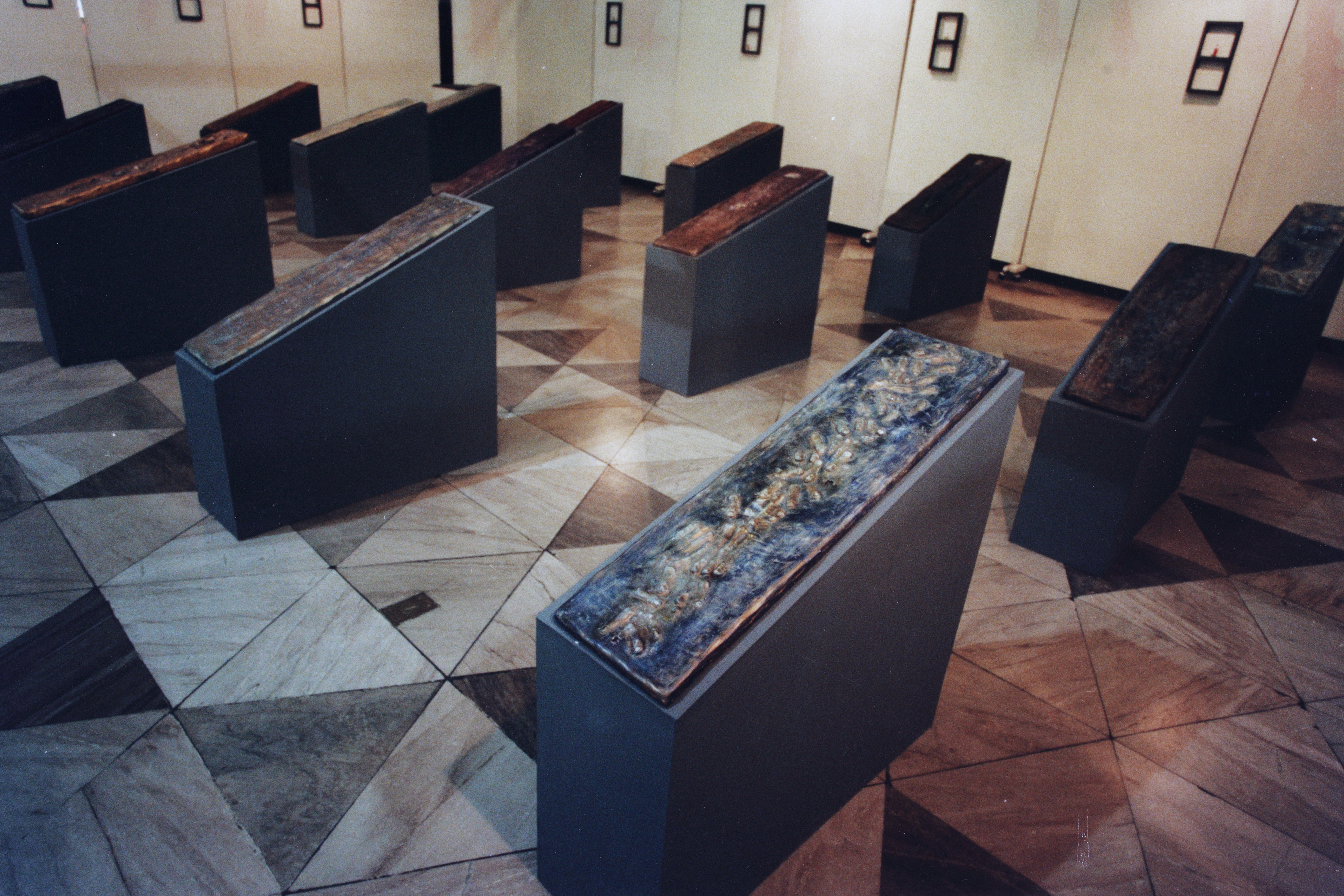
3175, exposición individual en Galería del Notariado, Montevideo, 1999.

#### Individuales
- 3175 en la Galería del Notariado, 1999.
- Mardefondo en el Centro de Exposiciones Subte de Montevideo, 2002.
- Vestigios en el Carrasco Lawn Tenis, 2006.
- Refugios en Fundación Fucac, 2021.[2]

#### Colectivas
- 8ª Bienal de Primavera en Salto, 2000.
- 49.º Premio Nacional de Artes Visuales, en el Museo Nacional de Artes Visuales (MNAV), 2001.
- Bienal de Arte Joven en el Instituto Nacional de la Juventud (INJU), 2001.
- Primera muestra de promoción cultural de jóvenes artistas plásticos en el exterior por el Ministerio de Relaciones Exteriores, 2002.
- 54.º Premio Nacional de Artes Visuales, en el MNAV, 2010.[3]
- Delitos de arte en el Espacio de Arte Contemporáneo, 2010.[4]
- 9ª Bienal de Primavera en Salto, 2011.
- VII Bienal de Internacional de Arte Textil Contemporáneo, en Fundación Atchugarry, 2017.
- La imagen gráfica en Fundación Unión, 2013.
- La gráfica de Uruguay y su historia en el Museo Fernando García, México, 2014.
- Rescate al mundo I Arte textil contemporáneo en Tribu (Maldonado 1858), 2020.[5]

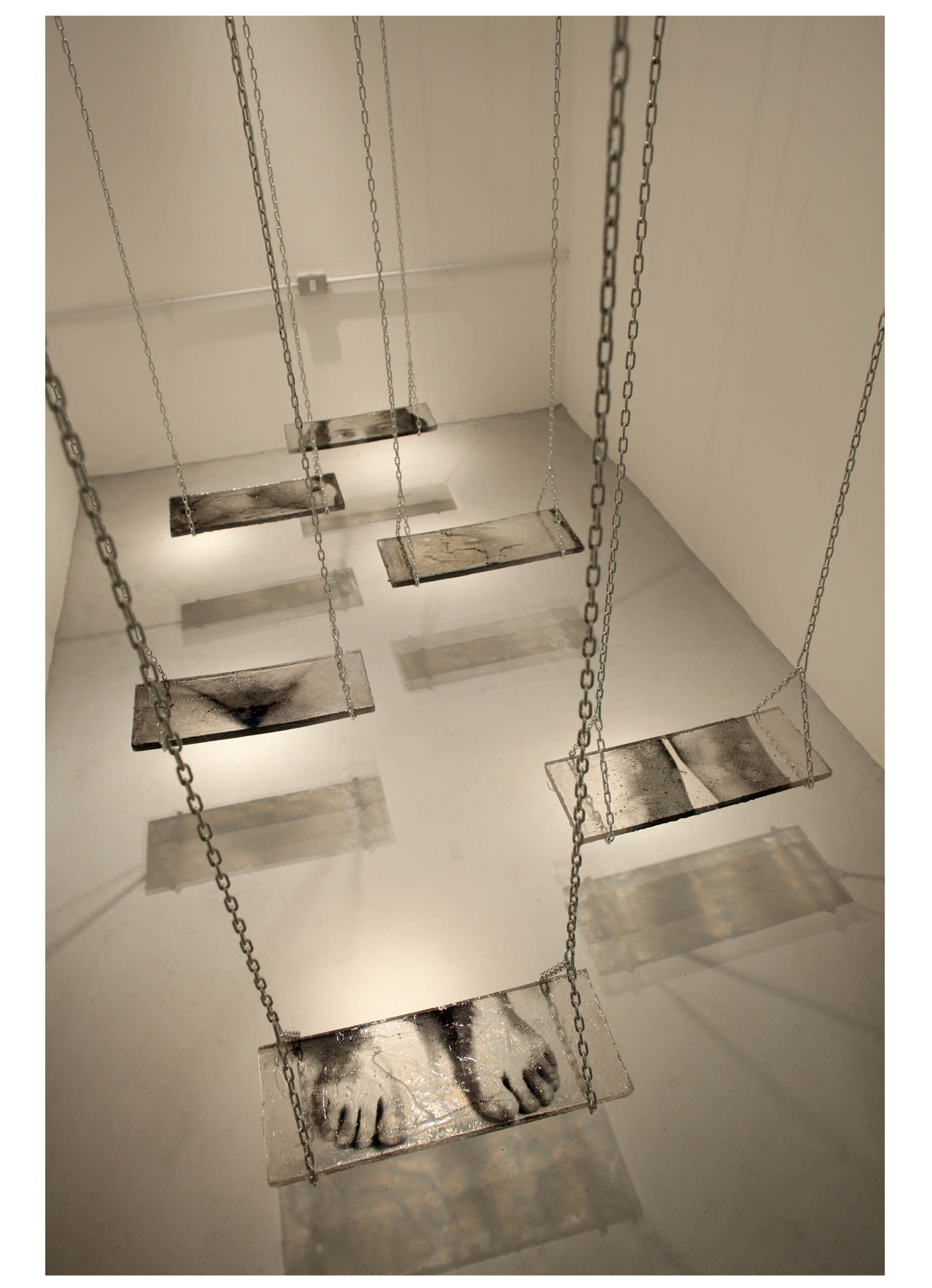
Participación en la muestra colectiva Delitos de arte, en el Espacio de Arte Contemporáneo, 2010, Montevideo.

## Obra
Trabaja con pintura, grabado, serigrafía, ensamblaje e instalaciones. Su obra se ordena y organiza, muchas veces, en series a partir de un tema o un material común. En sus inicios trabajó sobre todo con resina, luego abandonó dicho material por su fuerte contaminación; actualmente trabaja con láminas de PVC. También trabaja con materiales textiles, como la lana y el hijo. La transparencia es un elemento central en su obra. Como parte de su proceso creativo recolecta diferentes objetos pequeños (figurillas, macaquitos, ojos de plástico y demás), que luego los incorpora a las piezas.
Su obra ha sido influenciada por los trabajos de Louise Bourgeois, sus investigaciones sobre el inconsciente; Mona Hatoum, en cuanto al cuestionamiento de lo femenino y el uso del espacio; así como la obra de Eva Hesse, en el uso de los materiales.

## Reconocimientos y premios
Obtuvo el reconocimiento a “Mejores muestras del año” por sus exposiciones Mardefondo y 3175, según el crítico de arte uruguayo Nelson di Maggio. También obtuvo una Mención Especial en la muestra realizada en el INJU, 2001.